# Staten Island Greenbelt

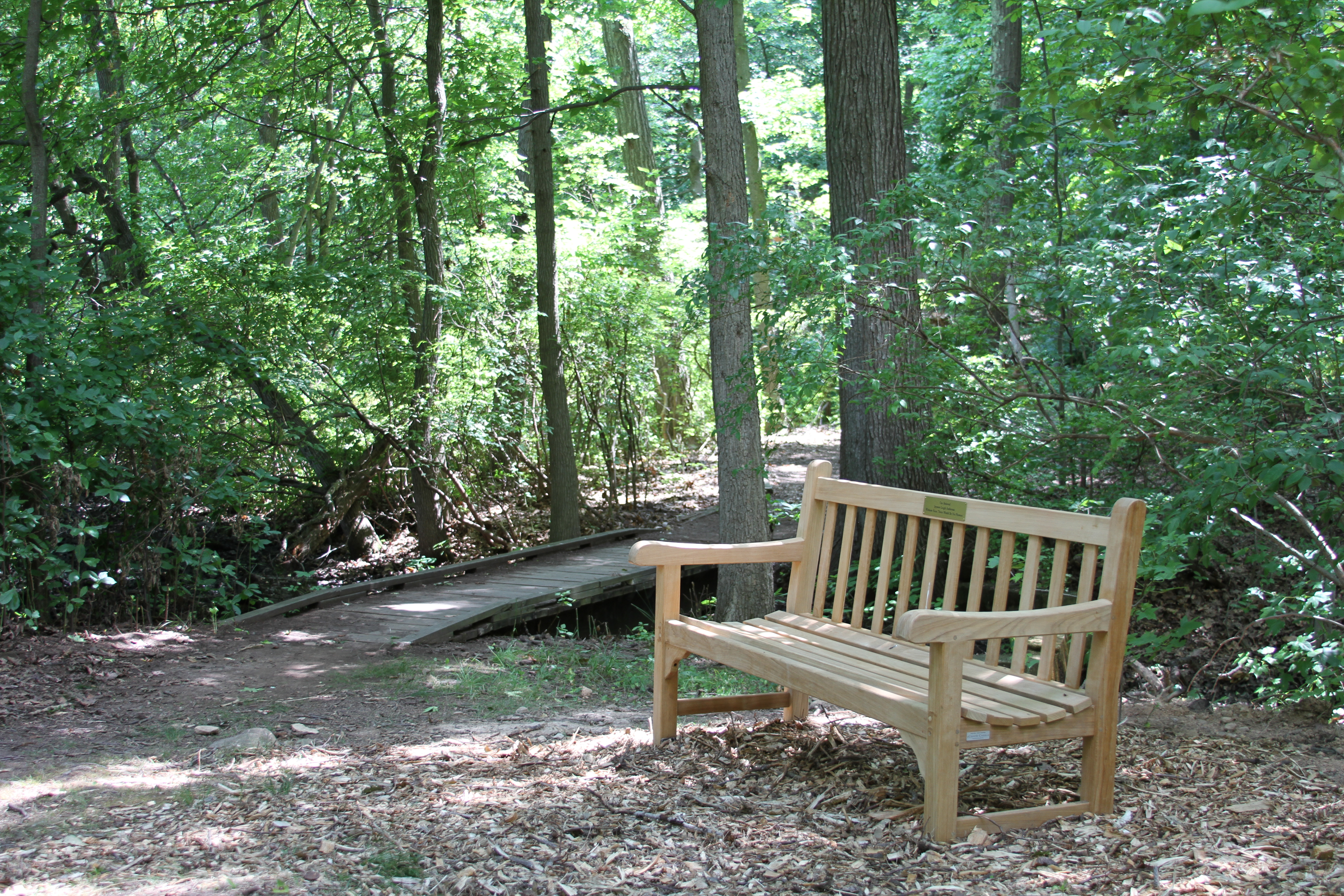
Skogsområde i Staten Island Greenbelt.

Staten Island Greenbelt, eller The Greenbelt, är ett stort sammanhängande skogs- och parkområde på ön Staten Island i New York i USA. Området är omkring 1 100 hektar (2 800 acres) stort, och utgörs av såväl skogar, sumpmarker och ängar som traditionella parker.